# Тихоокеанские штаты
Тихоокеанские штаты — одно из девяти географических подразделений Бюро переписи населения США и географический субрегион в Западной части США, который состоит из 5 штатов — Аляска, Калифорния, Гавайи, Орегон, Вашингтон. Как следует из названия, все эти штаты имеют выход к Тихому океану и являются единственными американскими штатами, которые граничат с ним. Вместе с Горными штатами этот регион входит в Западную часть США.
Несмотря на то, что Бюро переписи населения США относит их к одному и тому же региону, Тихоокеанский и Горный регионы сильно отличаются друг от друга во многих отношениях, особенно на политической арене. Почти все Горные штаты считаются республиканскими "красными штатами", а четыре из пяти тихоокеанских штатов (кроме Аляски) явно причисляются к демократическим "синим штатам".

## Время
Тихоокеанские штаты расположены в разных часовых поясах. Калифорния, Орегон, Вашингтон — зимой входят в «тихоокеанское время», летом — в часовой пояс UTC−7:00; Аляска (кроме Алеутских островов) зимой расположена в часовом поясе UTC−9:00, летом имеет «тихоокеанское время», а Алеутские острова зимой расположены в часовом поясе UTC−10:00, летом — UTC−9:00; Гавайи весь год расположены в часовом поясе UTC−10:00.

## Территория
Иногда тихоокеанские территории США (Американское Самоа, Гуам и Северные Марианские Острова) и тихоокеанские внешние малые острова США (за исключением острова Навасса) иногда включаются в статистику вместе с Тихоокеанскими штатами.
| Город         | Население |
| ------------- | --------- |
| Лос-Анджелес  | 3,990,456 |
| Сан-Франциско | 883,305   |
| Сиэтл         | 744,955   |
| Сан-Диего     | 1,425,976 |
| Сан-Хосе      | 1,030,119 |
| Окленд        | 428,827   |
| Портленд      | 653,115   |
| Сакраменто    | 501,529   |
| Фресно        | 530,093   |
| Лонг-Бич      | 467,354   |